# أوتو إغر
أوتو إغر (بالألمانية: Otto Eger)‏ هو أستاذ جامعي ألماني، ولد في 29 أكتوبر 1877 في دارمشتات في ألمانيا، وتوفي في 11 أبريل 1949 في غيسن في ألمانيا.